# Jacob Hübner

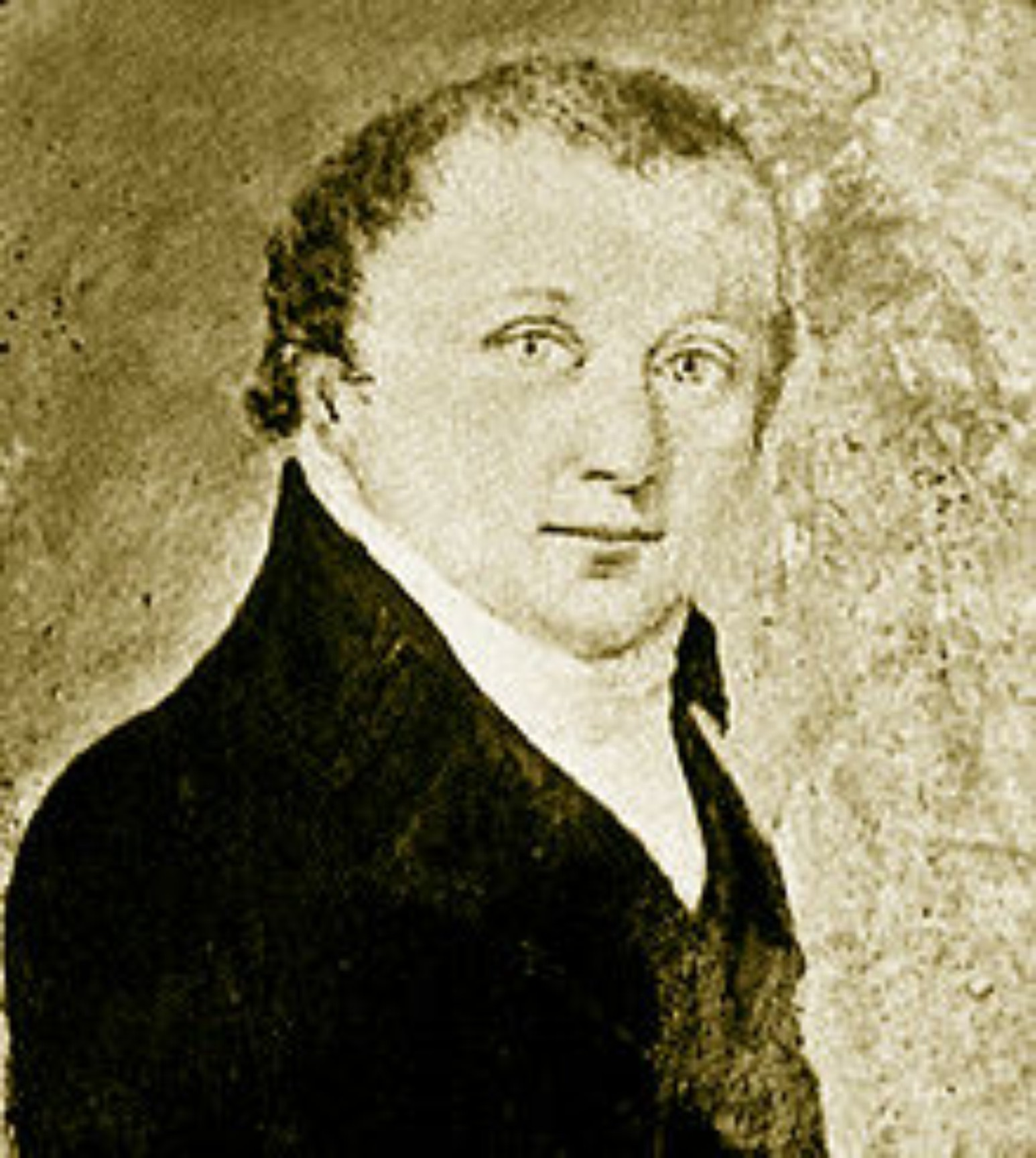
Jacob Hübner, um 1790

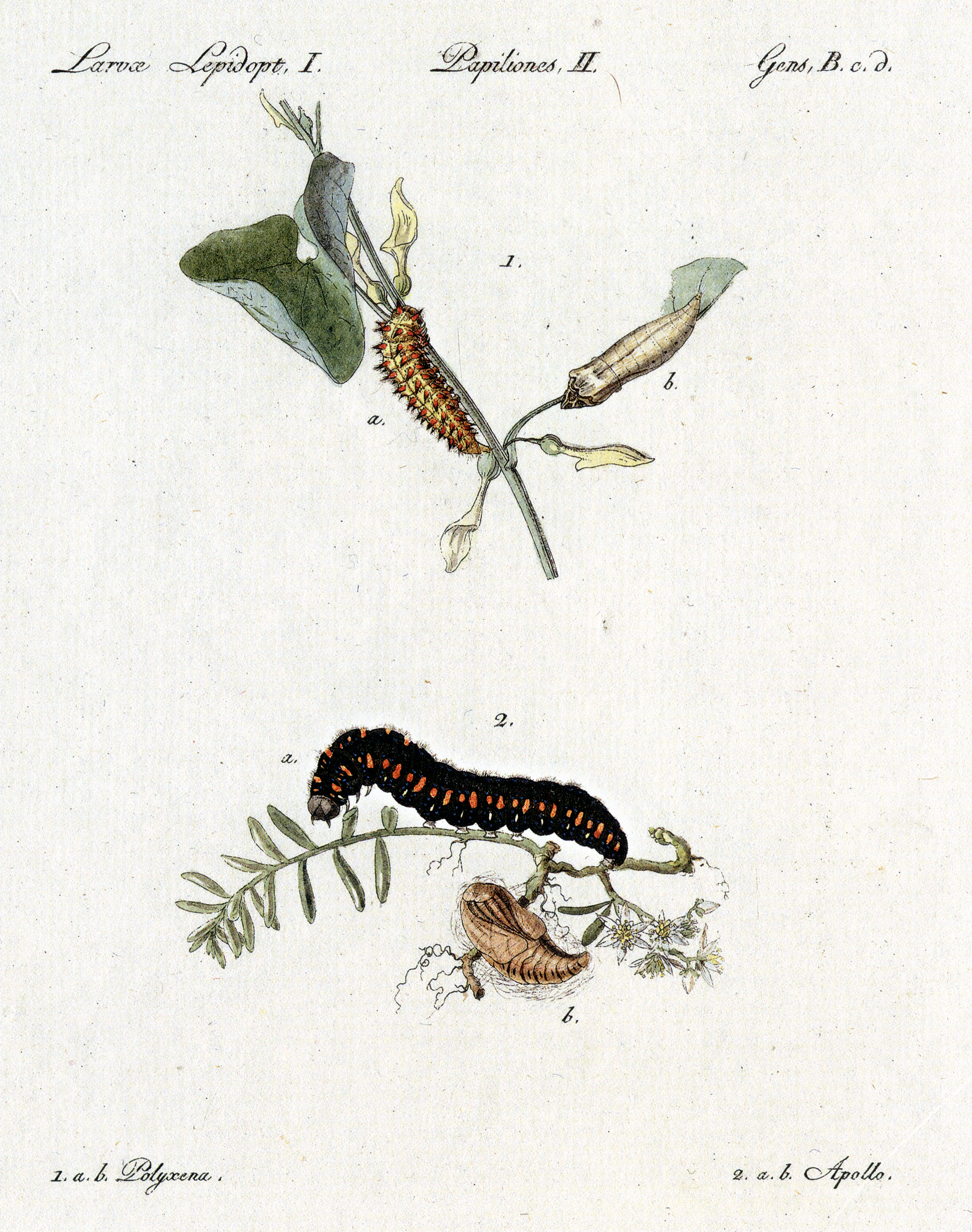
Tafel aus Geschichte europäischer Schmetterlinge

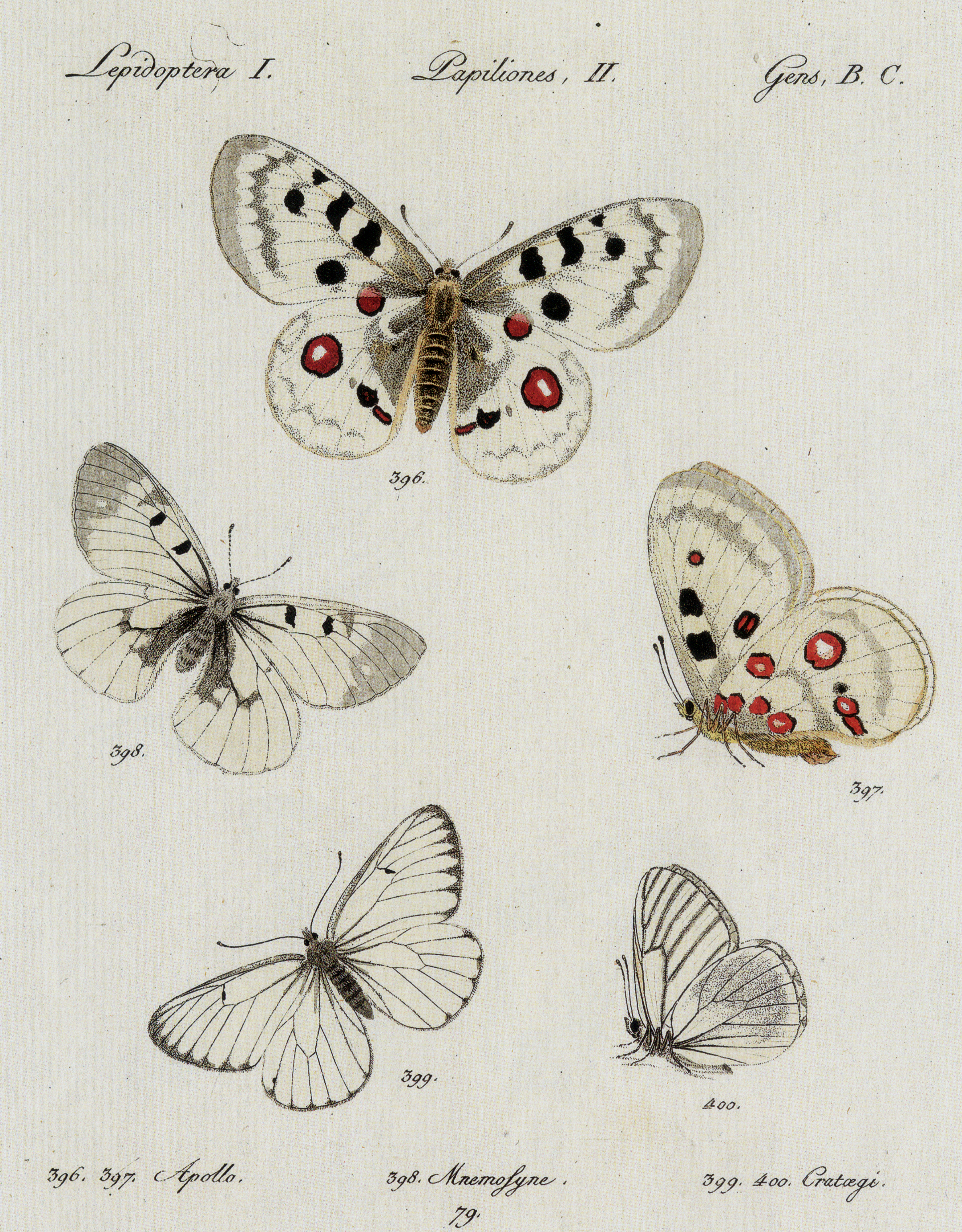
Tafel aus Sammlung europäischer Schmetterlinge

Jacob Hübner (* 20. Juni 1761 in Augsburg; † 13. September 1826 ebenda; auch: Jakob Hübner) war ein deutscher Entomologe von internationalem Rang, sowie ein Kupferstecher.

## Leben
Nach einem zweijährigen Besuch der Zeichnungsschule St. Anna absolvierte Jacob Hübner von 1778 bis 1780 eine Lehre im Radieren und Formstechen. Diese Ausbildung war eine wichtige Voraussetzung für seinen Beruf als Musterzeichner in einer Augsburger Kattunfabrik. Gleichzeitig war sie eine wesentliche Grundlage für seine wissenschaftliche Tätigkeit.
Hübners erstes öffentliches Werk erschien 1785 mit Kupferstichen bisher weitgehend unbekannter Schmetterlinge. Dieses Werk verdeutlichte bereits die gute Arten- und Literaturkenntnis Hübners. Wichtige Impulse für die Zielsetzung seiner wissenschaftlichen Tätigkeit erhielt Hübner während eines Aufenthaltes in Wien vom August 1788 bis zum Frühjahr 1789. Hier trifft er auf Ignaz Schiffermüller (1727–1806), mit dem er sein Leben lang in freundschaftlicher Verbindung blieb. Beruflich arbeitete Hübner als Musterzeichner in der Textilindustrie. Gleichzeitig schuf er sein lepidopterologisches Werk, das ihn bereits zu Lebzeiten in Fachkreisen berühmt gemacht hat. Sein immenses Werk entstand überwiegend in nebenberuflicher Tätigkeit. Den größten Teil seiner Publikationen vertrieb er im Selbstverlag. Hübners Nachlass erwarb 1935 die Royal Entomological Society of London.

## Werke (Auswahl)
- 1785: Abbildungen und Beschreibungen noch nicht abgebildeter und noch unbeschriebener Schmetterlinge mit illuminierten Kupfern
- 1786–1790: Beiträge zur Geschichte der Schmetterlinge doi:10.5962/bhl.title.65313
- 1791: Verzeichnis europäischer Schmetterlinge nach systematischer Ordnung durch Synonymen, Abbildungen und Anmerkungen
- 1793: Sammlung auserlesener Vögel und Schmetterlinge, mit ihren Namen herausgegeben auf hundert nach der Natur ausgemalten Kupfern
- 1793–[1842]:[1] Geschichte europäischer Schmetterlinge doi:10.5962/bhl.title.65797
- 1796–[1838]:[1] Sammlung europäischer Schmetterlinge doi:10.5962/bhl.title.39974
- 1806–[1838]:[1] Sammlung exotischer Schmetterlinge doi:10.5962/bhl.title.11544
- 1806: Tentamen doi:10.5962/bhl.title.11651
- 1816: Verzeichniss bekannter Schmettlinge. doi:10.5962/bhl.title.48607
- 1818–1837: Zuträge zur Sammlung exotischer Schmettlinge. doi:10.5962/bhl.title.12439
- 1822: Systematisch-alphabetisches Verzeichnis aller bisher bey den Fürbildungen zur Sammlung europäischer Schmetterlinge angegebenen Gattungsbenennungen doi:10.5962/bhl.title.48605
- 1843–1856: Systematische Bearbeitung der Schmetterlinge von Europa. doi:10.5962/bhl.title.67734

## Jacob Hübners Bedeutung
Hübners Biografie ist in mehrfacher Sicht bemerkenswert. Als Sohn eines ehemaligen „Habnits“ (= Taglöhners) arbeitete er sich zu einem überregional bekannten Naturforscher empor. In seiner Heimatstadt Augsburg, in der es zwar große Schmetterlingssammlungen und eine bedeutende naturwissenschaftliche Privatbibliothek gab, ist er der erste anerkannte Fachexperte seines Forschungsgebietes.
Hübners überragende Bedeutung als Illustrator und Wissenschaftler wurde bereits von seinen Zeitgenossen anerkannt. Auf 1952 Kupfertafeln bildet Hübner „in getreuester Nachahmung der Natur“ insgesamt 3598 Schmetterlingsarten ab, davon 1500 erstmals. Die Geschichte europäischer Schmetterlinge enthält 500 Tafeln mit 734 Arten, die Sammlung europäischer Schmetterlinge 789 Tafeln mit 2627 Arten und die Sammlung exotischer Schmetterlinge 663 Tafeln mit 971 Arten. Zu Hübners Illustrationen schreibt 1978 Th. A. Wohlfahrt: „… seine von ihm selbst gestochenen und bemalten Kupfertafeln sind gleichsam eine Huldigung an jeweils eine Art, in der Exaktheit und künstlerischen Geschlossenheit nahezu vollendet.“
Zudem erarbeitete Hübner einen Grundstock für eine Klassifizierung von Schmetterlingen, die in ihren Grundzügen bis heute Bedeutung hat. Jacob Hübner ist neben Christian Friedrich Freyer und den Illustratoren des Werkes Unterhaltungen aus der Naturgeschichte von Gottlieb Tobias Wilhelm der letzte bedeutende Repräsentant des Augsburger Kupferstichgewerbes.